# Leptolejeunea
Leptolejeunea är ett släkte av bladmossor. Leptolejeunea ingår i familjen Lejeuneaceae.
Kladogram enligt Catalogue of Life:
| Leptolejeunea | \| \| Leptolejeunea arunachalensis \| \| \| \| \| \| Leptolejeunea elliptica \| \| \| \| |
|               | \| \| Leptolejeunea arunachalensis \| \| \| \| \| \| Leptolejeunea elliptica \| \| \| \| |
|               | Leptolejeunea arunachalensis                                                             |
|               |                                                                                          |
|               | Leptolejeunea elliptica                                                                  |
|               |                                                                                          |